# Kathedrale von Worcester

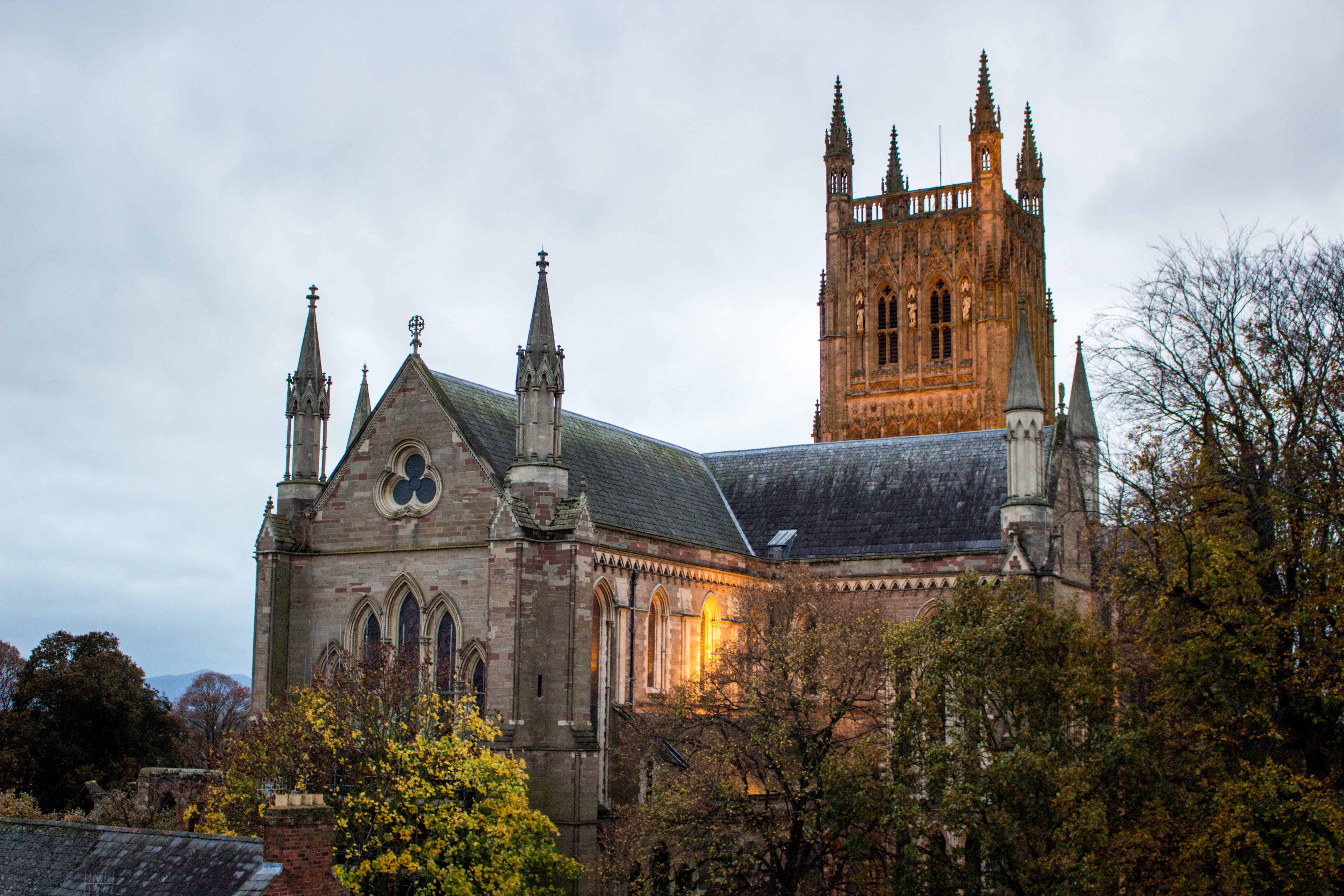
Kathedrale von Worcester, 2015

Die Kathedrale von Worcester, offiziell The Cathedral Church of Christ and The Blessed Mary the Virgin, ist eine Kirche in Worcester  und die Kathedrale der Diözese Worcester in der Church of England.

## Geschichte

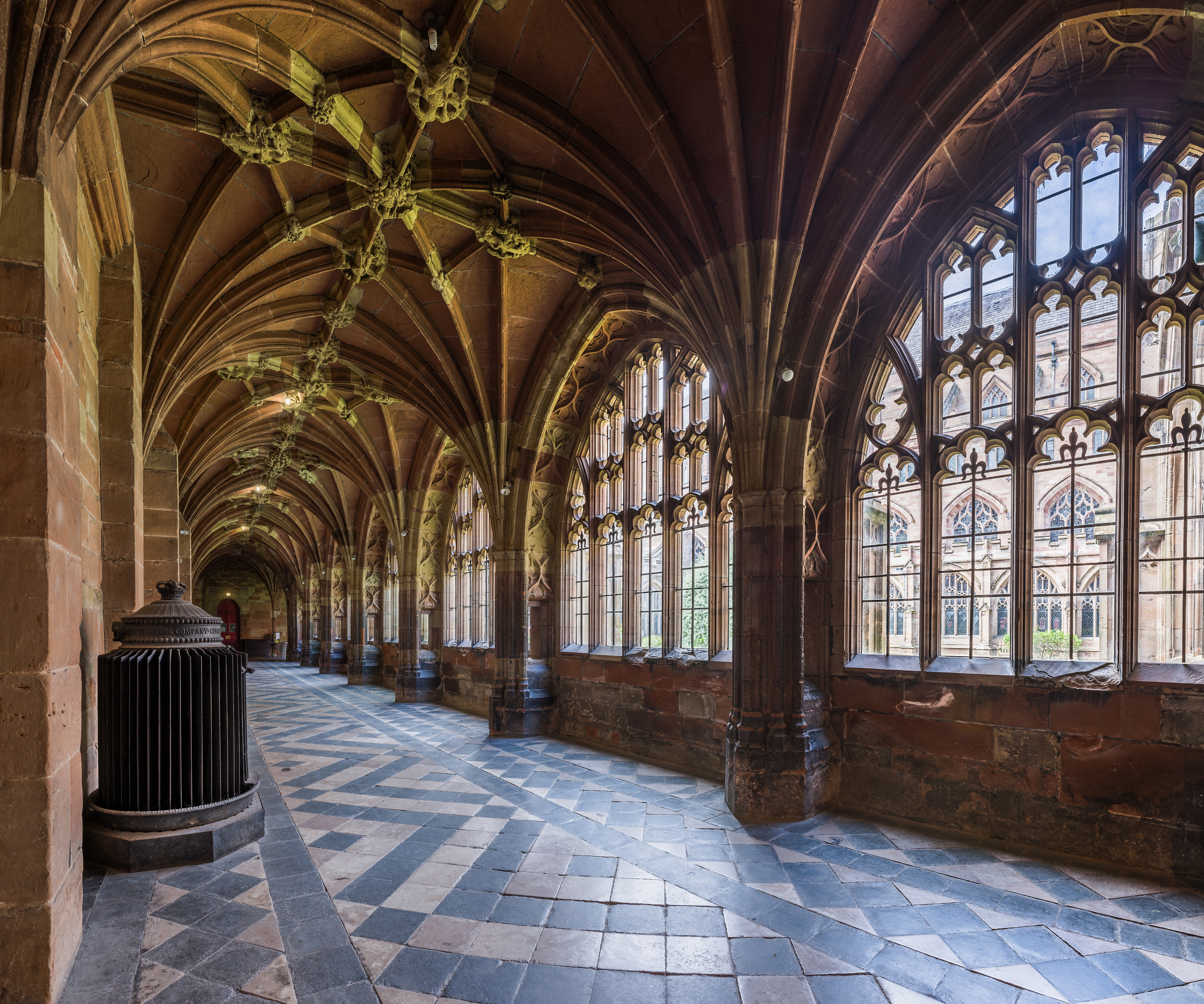
Der mittelalterliche Kreuzgang

Das Bistum Worcester wurde im Jahr 680 gegründet; somit wurde die damalige Kirche zur ersten Kathedrale der Stadt. Das älteste erhaltene Bauwerk stammt aus dem Jahr 1084, als die Kathedrale von Bischof Wulfstan im romanischen Stil umgebaut wurde. Von diesem ersten Bau sind nur die ersten vier Schiffe der Krypta erhalten.
1218 erfolgte die Weihe von Retrochor und Marienkapelle. 1224 begann der Bau von Chor und östlichem Querschiff im Stil der englischen Frühgotik. Die Verwandtschaft mit dem Chor von Beverley ist deutlich: vierpassförmige Pfeiler mit vorgelegten Diensten, reich gestufte Triforiums- und Arkadenbögen. Hier befindet sich das Grabmal des Königs Johann Ohneland (gestorben 1216) aus der Zeit um 1225 bis 1230. Das Langhaus wurde zwischen 1317 und 1327 errichtet, die Gewölbe des Mittelschiffs waren 1377 fertig. Der Vierungsturm folgte in den Jahren von 1358 bis 1374. Im Westteil des Langhauses sind die Urnen des britischen Premierministers Stanley Baldwin und seiner Ehefrau beigesetzt.
Das Kapitelhaus aus der Zeit um 1125 war ursprünglich rund. In der zweiten Hälfte des 14. Jahrhunderts wurde es gotisch ummantelt. Die Lady-Chapel wurde im Jahr 1855 total erneuert. Der nördliche Teil des Kreuzgangs war 1374 fertiggestellt, die Anlage insgesamt erst 1438.

## Orgel

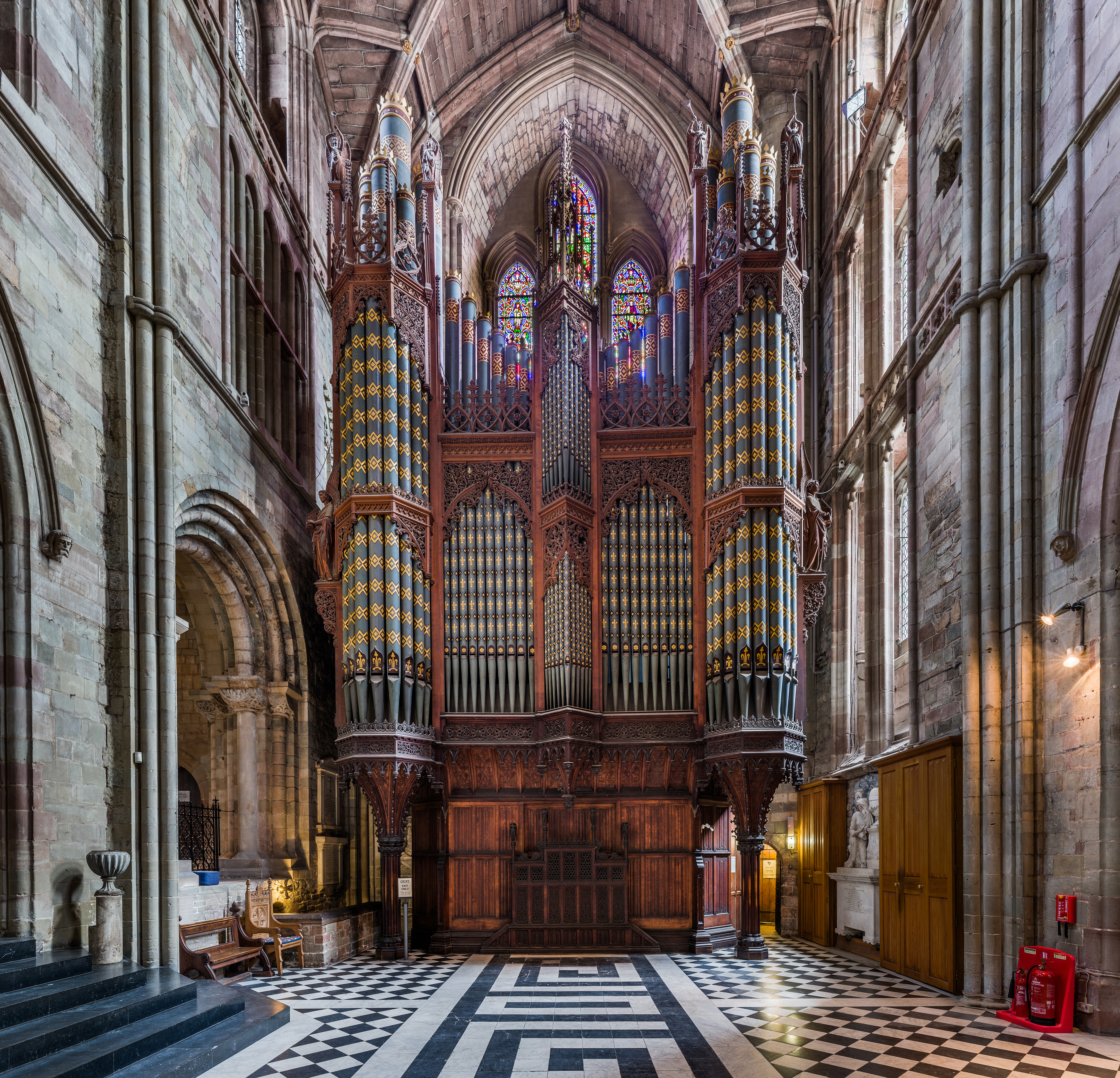
Blick auf die Hauptorgel

Die Orgel wurde 2008 vom Orgelbauer Kenneth Tickell in zwei neuen Chorgehäusen errichtet. Die ursprüngliche Querschifforgel befindet sich in einem von George Gilbert Scott entworfenen Gehäuse. Sie ist derzeit verstummt, aber die meisten Pfeifen sind noch vorhanden.

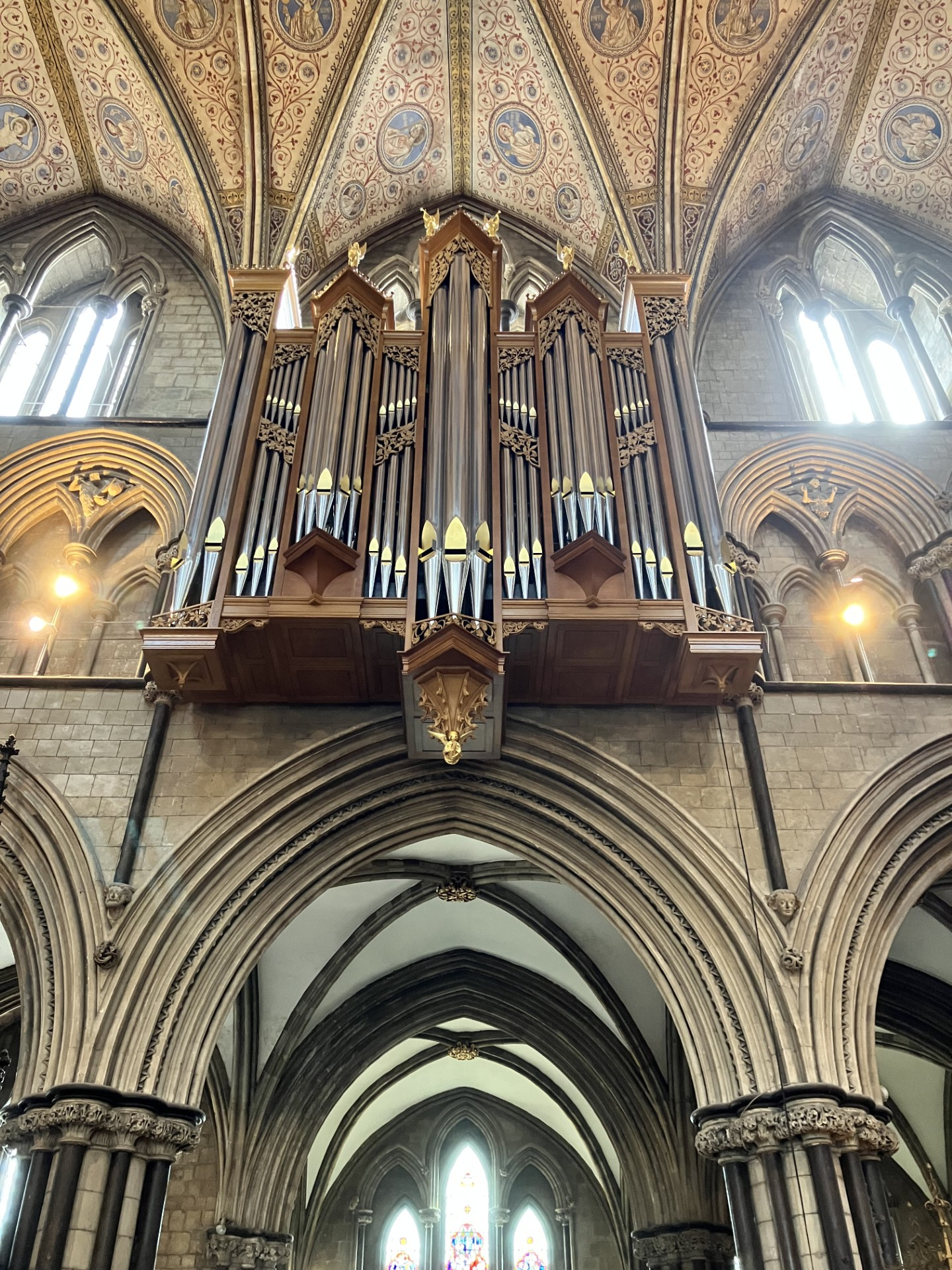
Blick auf einen der Korpusse der Chororgel

### Spezifikation der Kenneth Tickell Orgel von 2008
Quelle: The National Pipe Organ Register
| I Choir C–g3     |    |
| Stopped Diapason | 8′ |
| Viola            | 8′ |
| Viola Celeste    | 8′ |
| Principal        | 4′ |
| Nason Flute      | 4′ |
| Fifteenth        | 2′ |
| Sesquialtera II  |    |
| Mixture III      |    |
| Trumpet          | 8′ |
| Tremulant        |    |

| II Great C–g3 |        |
| Violone       | 16′    |
| Open Diapason | 8′     |
| Open Flute    | 8′     |
| Gamba         | 8′     |
| Principal     | 4′     |
| Chimney Flute | 4′     |
| Twelfth       | 2′     |
| Nasard        | 2 ⁄3′  |
| Fifteenth     | 2′     |
| Open Flute    | 2′     |
| Tierce        | 1 3⁄5′ |
| Mixture IV    |        |
| Trumpet       | 8′     |
| Clarion       | 4′     |
| Tremulant     |        |

| III Swell C–g3 |     |
| Bourdon        | 16′ |
| Open Diapason  | 8′  |
| Gedeckt        | 8′  |
| Salicional     | 8′  |
| Voix Celeste   | 8′  |
| Principal      | 4′  |
| Spitz Flute    | 4′  |
| Gemshorn       | 2′  |
| Mixture IV     |     |
| Contra Fagotto | 16′ |
| Trumpet        | 8′  |
| Oboe           | 8′  |
| Vox Humuna     | 8′  |
| Clarion        | 4′  |
| Tremulant      |     |

| IV Solo C–g3      |     |
| Harmonic Flute    | 8′  |
| Viole d’Orchestre | 8′  |
| Cor Anglais       | 16′ |
| Clarinet          | 8′  |
| Hautbois          | 8′  |
| Tuba              | 8′  |

| Pedal C–f1           |     |
| Double Open Wood     | 32′ |
| Double Open Diapason | 32′ |
| Open Wood            | 16′ |
| Open Diapason        | 16′ |
| Violone              | 16′ |
| Sub Bass             | 16′ |
| Principal            | 8′  |
| Flute                | 8′  |
| Choral Bass          | 4′  |
| Mixture              | IV  |
| Sackbut              | 32′ |
| Trombone             | 16′ |
| Fagotto              | 16′ |
| Trumpet              | 8′  |

## Denkmalschutz
Das Bauwerk ist mit der Klassifikation Grade I denkmalgeschützt.